# سوزي كارير
سوزي كارير (بالفرنسية: Suzy Carrier)‏ هي ممثلة فرنسية، ولدت في 13 نوفمبر 1922 في مولينز، ألير في فرنسا، وتوفيت في 29 نوفمبر 1999 في غراس في فرنسا.

## وصلات خارجية
- سوزي كارير على موقع IMDb (الإنجليزية)
- سوزي كارير على موقع ألو سيني (الفرنسية)
- سوزي كارير على موقع قاعدة بيانات الفيلم (الإنجليزية)
- سوزي كارير على موقع كينوبويسك (الروسية)